# Maurizio Giordani
Maurizio Giordani (Rovereto, giugno 1959) è un alpinista italiano.

## Attività
Pratica l’alpinismo dal 1979 e la sua esperienza spazia dalle alte difficoltà delle pareti di roccia e ghiaccio e della falesia, alle elevate quote dell’Himalaya, con migliaia di salite spesso oltre il 6º grado. Ha inoltre creato centinaia di vie nuove, decine di prime invernali e solitarie, tutte di difficoltà estrema. Eccone alcuni esempi:
- le prime salite sulla Marmolada  "Via Rovereto" 1982 e la "Via Irreale"[1] 1983 con Franco Zenatti;
- la via "Fortuna" 1985 e la via "Fantasia" 1995;
- la prima solitaria della via "Tempi moderni", Marmolada 19 agosto 1985;[2]
- la prima solitaria della "Via attraverso il pesce", Marmolada Parete Sud, il 3 agosto 1990;[3][4][5]
- la prima salita invernale solitaria di "Supermatita" sul Sass Maor nel 1989;
- la prima salita con Paolo Cipriani "Spittomania", Catinaccio, nel 1999.

Dal 1985 fa parte del Club Alpino Accademico Italiano, del Groupe de Haute Montagne francese e di Mountain Wilderness (garante). Nel 1989 ottiene la licenza di guida alpina.
Appassionato viaggiatore, vanta un’attività di oltre ottanta spedizioni in tutto il mondo; è salito oltre gli 8 000 metri (Broad Peak, Gasherbrum II), ma ha anche ricercato e scalato numerose altre montagne difficili in roccia e ghiaccio, dalle vette della Patagonia (Cerro Torre, Fitz Roy, Cerro Pier Giorgio e altre) alle pareti di Monte Kenya, Aconcagua, Muztagh Ata, Golden Peak (Spantik), Torri di Trango, Torre di Uli Biaho, Torre dell'Ogre, Kedarnath Peak, Baruntse II, Ama Dablam, Mount Cook, Ararat, Damavand, Huascarán, Pico de Orizaba, Elbrus, Kilimanjaro, nonché numerose altre dal Karakorum alla cordigliera Andina, in America, Africa e Asia.

## Pubblicazioni
Maurizio Giordani svolge saltuariamente l'attività di conferenziere ed è autore di pubblicazioni sull'alpinismo:
- 1986 - Marmolada Sogno di Pietra, Editore L. Reverdito.
- 1987 -  Marmolada Parete Sud, la parete d'Argento, 280 p., Edizioni Mediterranee.
- 2012 - Marmolada. Parete Sud, 272 p., Editore Versante Sud.
- 2014 - Appigli sfuggenti, 311 p., Editore Alpine Studio.